# Метастабільність (електроніка)

Ілюстрація метастабільності в синхронізаторі, де дані перетинаються в часі із зміною синхро-імпульсу. В найгіршому випадку, в залежності від таймінгу, метастабільний стан на Ds може поширитися на Dout і таким чином на подальшу логіку далі в системі, і спричинити невизначену і непослідовну поведінку.

Метастабільний стан в електроніці — можливість системи цифрової електроніки знаходитися в стані нестабільної рівноваги або метастабільному стані протягом необмеженого часу.
У схемах цифрової логіки, необхідно аби цифровий сигнал знаходився в певних межах значень напруги і струму, аби коректно відображати логічний рівень '0' або '1' для коректного виконання операцій логіки на схемі; якщо сигнал знаходиться в межах недозволеного робочого діапазону він може викликати збій в роботі логічних елементів, до яких надходить такий сигнал. В метастабільних станах, електричний сигнал кола не може встановитися у стабільне значення '0' або '1' логічного рівня за період часу, що є необхідним для коректної роботи електричного кола. В результаті, ця схема може працювати в непередбачуваному режимі, і це може призвести до системної помилки, що іноді називають на технічному жаргоні "глюком". Метастабільність є прикладом  Буріданового парадоксу.
Метастабільні стани є особливістю, що притаманна асинхронним цифровим системам, і в системах, що мають більше ніж один незалежний синхросигнал з його відліком. У асинхронних системах з автоматичним таймером арбітри розроблені таким чином, що дозволяє системі тільки після того, як стан метастабільності було урегульовано, тому метастабільність є нормальним станом, а не помилкою.
У синхронних системах із асинхронними входами, створюються синхронізатори, які зменшують імовірність відмови до прийнятно малої. 
Метастабільних станів можна повністю уникнути лише в повністю синхронних системах, коли виконуються умови інтервалів встановлення і утримування сигналів на входах тригерів.

## Приклад

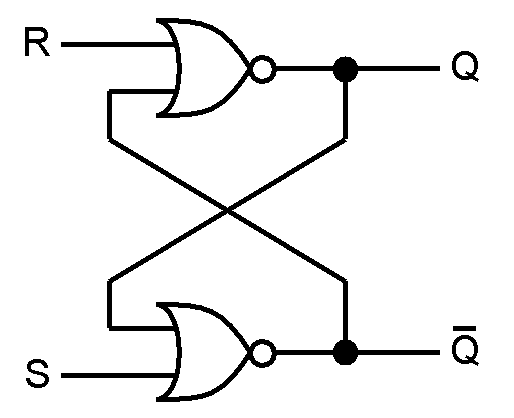
Приклад RS-тригеру Ні-АБО

Простий приклад метастабільності виникає при роботі з RS-тригером Ні-АБО, у випадку коли обидва входи Set і Reset є істинними (тобто R=1 і S=1) і після того обидва приймають значення логічного нуля (R=0 і S=0) приблизно одночасно. Обидва виходи Q і Q початково були виставленні в 0 одночасним підняттям рівня на входах Set і Reset. Після того як обидва входи Set і Reset змінять свої значення на нуль, тригер перейде (зрештою) в один із двох стабільних станів, при якому один із виходів Q або Q буде мати на виході логічну одиницю, а інший логічний нуль. Фінальний стан буде залежати від того, хто першим із R або S повернеться до стану нуля, у хронології, але якщо два переходи відбудуться приблизно в один і той самий час, метастабільність в результаті призведе до встановлення рівня в середнє значення або до коливанням вихідних рівнів і може тривати довільно довго, до того як схема повернеться до стабільного стану.
Хоча метастабільність добре вивчена і зрозуміла, а також існує багато відомих технік для організації архітектури, що дає змогу контролювати її, вона досі залишається джерелом можливих відмов. Серйозні відмови комп'ютерів і цифрової електроніки, що були викликані метастабільними станами мають велику історію в суспільстві. Багато інженерів довгий час відмовлялися усвідомити, що бістабільні пристрої можуть входити в стан, що не є ні логічним нулем ні одиницею і існує імовірність, що він залишатиметься у невизначеному стані деякий період часу, хоча із експоненційним зменшенням цієї імовірності із плином часу. Однак, метастабільність є неминучим результатом будь-якої спроби перетворити неперервний сигнал у дискретний. 

## Арбітри
В електроніці, арбітр це спеціальна електрична схема, що визначає який із декількох сигналів надійшов першим. Арбітри використовуються в асинхронних системах аби впорядкувати дії з розрахунків із доступом до спільних ресурсів, аби уникнути існування паралельних некоректних операцій. Арбітри використовуються на входах повністю синхронних систем, а також між інтервалами синхроімпульсів, як синхронізатори вхідних сигналів. Вони можуть мінімізувати виникнення метастабільності до дуже малої імовірності, однак, всі арбітри також мають метастабільні стани, які не можливо уникнути на граничних ділянках вхідних станів, що призводять до різних виходів.

## Див. Також
- Асинхронна логіка